# Đại Bình
Đại Bình là một xã thuộc huyện Đầm Hà, tỉnh Quảng Ninh, Việt Nam.
Xã Đại Bình có diện tích 68.94 km², dân số năm 2006 là 2191 người, mật độ dân số đạt 32 người/km².